# Paluzzo Paluzzi Altieri Degli Albertoni
Pour les articles homonymes, voir Paluzzi.
Paluzzo Paluzzi Altieri Degli Albertoni (né le 8 juin 1623 à Rome, alors la capitale des États pontificaux, et mort le 29 juin 1698 à Rome) est un cardinal italien du XVIIe siècle. Il est adopté par le pape Clément X et prend le nom Altieri. Il est l'oncle des cardinaux Lorenzo Altieri (1690) et Giambattista Altieri, iuniore (1724) et le grand-oncle du cardinal Vincenzo Maria Altieri (1777).

## Biographie
Paluzzo est le fils aîné d'Antonio Paluzzi degli Albertoni (second marquis de Rasina) et de Laura Carpegna. Il obtient un doctorat en droit à l'université de Pérouse. Il devient clerc et auditeur général à la chambre apostolique.
Le pape Alexandre VII le crée cardinal in pectore lors du consistoire du 14 janvier 1664. Sa création est publiée le 15 février 1666.
Paluzzi est nommé évêque de Montefiascone et de Corneto en 1666.
Il est adopté par le pape Clément X au moment de son accession au trône en 1670 et devient son cardinal-neveu, ajoutant le patronyme Altieri du Pape à son nom. Il est promu archevêque de Ravenne dès 1670. Il est légat à Avignon (1670-1677) et à Urbino (1673-1677), préfet de la « Congrégation pour la Propaganda Fide » à partir de 1671, gouverneur de Tivoli et pro-préfet de la Congrégation du Concile. Il est camerlingue de la Sainte Église ou camérier de 1671 à 1698, chargé des finances de l'Église, le pape déjà octogénaire lui laissant les affaires temporelles.
Après le décès du pape Clément X, il est camerlingue du Sacré Collège en 1678 et 1679. Paluzzi est encore archiprêtre de la basilique du Latran en 1693 et vice-doyen du Collège des cardinaux.
Le cardinal Paluzzi participe au conclave de 1667 (élection de Clément IX), au conclave de 1669-1670 (élection de Clément X), au conclave de 1676 (élection d'Innocent XI), au conclave de 1689 (élection d'Alexandre VIII) et au conclave de 1691 (élection d'Innocent XII).

## Sources
- Fiche du cardinal sur le site fiu.edu